# ژاوورونکوو
ژاوورونکوو (به لاتین: Zhavoronkovo) یک منطقهٔ مسکونی در روسیه است که در سرزمین آلتای واقع شده‌است.